# De tabel van Mendelejev (televisieprogramma)
De tabel van Mendelejev was een laatavondquiz van deMENSEN en uitgezonden door Eén, waarin elke dag één groep bekende mensen centraal staat (bijvoorbeeld de quizmasters (Qm), de dierenvrienden (Di), de blondjes (Bl), de Vlaamse zangers (Vz) of de kaalkoppen (Ka)). Er zijn veertig groepen en afleveringen in totaal.
Van het programma zijn vier reeksen gemaakt in 2005, 2006, 2007 en in 2008.
Ben Crabbé presenteert, twee teams van drie kandidaten spelen de quiz. Elk team bestaat uit twee bekende mensen die behoren tot de groep van de dag en één vaste kapitein, die zich voor de gelegenheid inleeft.
De winnaar is het element van de dag en krijgt een ereplaats in de tabel. Na veertig afleveringen is De Tabel van Mendelejev compleet.
De quiz werd in de eerste drie reeksen van muziek voorzien door Frank Vander linden, Johan Stollz en de bassistes Yannick Peeters, Lara Rosseel en Elleen Vanherpe. In reeks 4 werd de muzikale omkadering verzorgd door Stijn Meuris, violiste Karen Speltincx, altvioliste Iris Roggeman en celliste Tine Hubrechts.
De naam van deze quiz verwijst naar Dmitri Mendelejev, grondlegger van het periodiek systeem.

## Onderdelen
- Opwarmingsronde
- De tand des tijds
- Elke dag iets anders
  - Uitbeelden
  - Ketting
  - Anagrammen
  - Zeg eens euh!
  - etc.
- Sterke verhalen
- Het laatste oordeel
- Finale

## Kapiteins
De volgende kapiteins kwamen regelmatig terug:
- 2005: Rick de Leeuw, Sabine Appelmans, Jean Blaute, Axl Peleman, Eric Melaerts, ...
- 2006: Rick de Leeuw, Sabine Appelmans, Jean Blaute, Axl Peleman, Eric Melaerts, Urbanus, Vitalski, Steven Van Herreweghe, ...
- 2007: Rick de Leeuw, Sabine Appelmans, Jean Blaute, Axl Peleman, Eric Melaerts, Urbanus, Jaak Pijpen, Karen Damen, Jan Van Den Berghe, Tomas De Soete, ...
- 2008: Rick de Leeuw, Jean Blaute, Eric Melaerts, Urbanus, Jaak Pijpen, Annelien Coorevits, Tom Waes, Christophe Deborsu, Manou Kersting, Bart Cannaerts, Lulu Wang, ...